# Crepidodera ussuriensis
Crepidodera ussuriensis là một loài bọ cánh cứng trong họ Chrysomelidae. Loài này được Konstantinov miêu tả khoa học năm 1996.